# NGC 1809
NGC 1809 (другие обозначения — ESO 56-48, IRAS05023-6937, PGC 16599) — спиральная галактика (Sb) в созвездии Золотая Рыба. Расстояние до галактики оценивается в 21.3 Мпк.
Наблюдение NGC 1809 затруднено тем, что галактика находится за Большим Магеллановым Облаком. Тем не менее спектральные измерения в 1978 году позволили через различия спектров БМО и NGC 1809 уверенно выделить объект в отдельную галактику.
Этот объект входит в число перечисленных в оригинальной редакции «Нового общего каталога».